# 范汉杰故居杰庐
范汉杰故居杰庐，位于中国广东省梅州市大埔县三河镇榇里村，为梅州市大埔县的一个县级文物保护单位，类型为近现代重要史迹及代表性建筑，公布时间为2005年。
范汉杰故居杰庐的历史年代为民国三十二年（1943）。